# Рас бен Сака
Рас бен Сака (арап. الرأس الأبيض тј. Ras ben Sakka) је рт и најсевернија тачка континенталног дела Африке и Туниса. Налази се на 37°21′сгш и 9°45′игд.

## Географија
Рт је смештен на обали Средоземног мора, у тунишанском вилајету Бизерта, недалеко од града Бизерте. Клима је медитеранска, топла и сува.